# Carlos Díaz López
Carlos Díaz López (Santiago, Chile, 27 de junio de 1945) es un exfutbolista chileno. Jugó como centrocampista, destacando en Chile por su regularidad y registrando sus mayores éxitos en clubes de Guatemala. 

## Trayectoria
Criado en la Población Juan Antonio Ríos, de la Comuna de Independencia, sus inicios futbolísticos en su barrio fueron en club “México”, camiseta que defendió en todas sus series.
El año 1961 don Francisco Hormazábal lo incorpora a Ferrobádminton, club en el cual debutó profesionalmente el 13 de agosto de 1966, en el Estadio Santa Laura, en partido preliminar, con triunfo del equipo ferroviario sobre Audax Italiano 2 – 1.
Al siguiente año, 1967, fue contratado por Rangers, club con el que logró, primero el título de Campeón del Torneo Provincial de 1969 y ese mismo año el subcampeonato del torneo nacional, posteriormente compitió en el torneo Copa Libertadores de América de 1970, competencia en el que convirtió dos goles.
El año 1971 volvería a estar bajo el mando técnico de don Francisco Hormazábal, quien lo integra a Colo-Colo, debutando, con la camiseta alba, internacionalmente en el torneo Copa Libertadores el 21 de febrero, en Asunción, Paraguay, contra Cerro Porteño.  En el torneo nacional lo hizo el día 18 de abril, jugando un total de 22 partidos y convirtiendo 5 goles.
El año 1972 se incorpora al club recién ascendido desde la Primera B Naval de Talcahuano, equipo en el que se desempeñó por dos años, hasta 1973.
El año 1974 emigra a Guatemala, al club Aurora F.C., equipo con el cual resultó subcampeón el año 1974 y campeón los años 1975 y 1978.  También actuó en los equipos de Zacapa, Cobán, Galcasa y Universidad.
Después de nueve años en el país centroamericano, en 1981 vuelve a Chile, para dedicarse a labores comerciales.

## Estadísticas

### Clubes
| Club           | País      | Año       |
| -------------- | --------- | --------- |
| Ferrobádminton | Chile     | 1966      |
| Rangers        | Chile     | 1967-1970 |
| Colo-Colo      | Chile     | 1971      |
| Naval          | Chile     | 1972-1973 |
| Aurora F.C.    | Guatemala | 1974-1975 |
| Zacapa         | Guatemala | 1976-1977 |
| Aurora F.C.    | Guatemala | 1978      |
| Cobán          | Guatemala | 1979      |
| Galcasa        | Guatemala | 1979      |
| Universidad    | Guatemala | 1980      |

## Palmarés

### Campeonatos locales
| Título            | Club    | País  | Año  |
| ----------------- | ------- | ----- | ---- |
| Torneo Provincial | Rangers | Chile | 1969 |

### Campeonatos nacionales
| Título        | Club        | País      | Año  |
| ------------- | ----------- | --------- | ---- |
| Liga Nacional | Aurora F.C. | Guatemala | 1975 |
| Liga Nacional | Aurora F.C. | Guatemala | 1978 |